# أوي سبايس
أوي سبايس (بالألمانية: Uwe Spies)‏ هو لاعب كرة قدم ألماني في مركز الهجوم، ولد في 8 يوليو 1967 في ريدلينغن في ألمانيا. لعب مع نادي دويسبورغ ونادي فرايبورغ.

## وصلات خارجية
- أوي سبايس على موقع قاعدة بيانات كرة القدم.إي يو (الإنجليزية)
- أوي سبايس على موقع بيانات كرة القدم. دي إي (الألمانية)
- أوي سبايس على موقع عالم كرة القدم.نت (الإنجليزية)